# Chorvátsky Grob
Chorvátsky Grob este o comună slovacă, aflată în districtul Senec din regiunea Bratislava. Localitatea se află la altitudinea de 141 m deasupra n.m., se întinde pe o suprafață de 15,12 km2 și în 2017 număra 5.692 de locuitori.

## Istoric
Localitatea Chorvátsky Grob este atestată documentar din 1214.

## Demografie
| An:                | 1994 | 2004    | 2014     | 2024    |
| ------------------ | ---- | ------- | -------- | ------- |
| Număr de persoane: | 1518 | 1787    | 4794     | 7885    |
| Diferență:         |      | +17,72% | +168,27% | +64,47% |

| An:                | 2023 | 2024   |
| ------------------ | ---- | ------ |
| Număr de persoane: | 7690 | 7885   |
| Diferență:         |      | +2,53% |